# 27e régiment d'infanterie (France)
Le 27e régiment d'infanterie (27e RI) est un régiment d'infanterie de l'Armée de terre française créé sous la Révolution à partir du régiment de Lyonnais, un régiment français d'Ancien Régime.

## Création et différentes dénominations
- 13 novembre 1616 : création du régiment de Villeroy levé en vertu d'un brevet[1] délivrée par Louis XIII.
- août 1631 : le régiment est cédé au chevalier d'Alincourt et prend le nom de régiment d'Alincourt.
- 15 septembre 1635 : le régiment d'Alincourt obtient le drapeau blanc[2] et prend le nom de régiment de Lyonnais.
- 1776 : le régiment de Lyonnais est dédoublé à Calais. 
Les 1er et 3e bataillons conservent le titre, les drapeaux et le costume du régiment de Lyonnais. 
Les 2eet 4e bataillons du régiment forment le régiment de Maine Ce nouveau régiment a les parements et les revers roses, le collet bleu de roi.
- 1er janvier 1791 : à la Révolution, tous les régiments prennent un nom composé du nom de leur arme avec un numéro d’ordre donné selon leur ancienneté. Le régiment de Lyonnais devient le 27e régiment d'infanterie de ligne (ci-devant Lyonnais).
- 1794 : amalgamé, il prend le nom de 27e demi-brigade de première formation
- 1796 : reformé en tant que 27e demi-brigade de deuxième formation
- 24 septembre 1803 : renommé 27e régiment d'infanterie de ligne
- 1814 : pendant la Première Restauration et les Cent-Jours, le régiment garde son numéro
- 16 juillet 1815 : comme l'ensemble de l'armée napoléonienne, il est licencié à la Seconde Restauration
- 11 août 1815 : création de la légion de la Moselle
- 1820 : la 56e légion de la Moselle est amalgamée et renommée 27e régiment d'infanterie de ligne.
- 1882 : Devient 27e régiment d'infanterie.
- 1914 : à la mobilisation, il donne naissance au 227e régiment d'infanterie
- 1940 : renommé 27e régiment d’infanterie, régiment de Bourgogne[3]

## Batailles auxquelles il a participé
- 1793 : Weissenburg
- 1794 : Fleurus et Breda
- 1799 : Mannheim, Bruchsai, Veisembach et Erbach
- 1800 : Brandenbourg, Hohenlinden, Neumakt et Lambech
- 1805 : Guntzbourg, Elchingen, Ulm et Scharnitz
- 1806 : Iéna et Soldau
- 1807 : Waltersdorf, Eylau, Guttstadt et Friedland
- 1808 : Tudela
- 1810 : Cuidad Rodrigo, Coa, Almeida et Buçaco
- 1811 : Redinha, Foz-de-Arouce et Fuentes-d'Oñoro
- 1813 : Navarre, Col-de-Maya et Saint-Pre
- 1813 : Lutzen, Dresde et Kulm
- 1814 : Orthez et Toulouse
- 1815 : Waterloo

## Chefs de corps
Régiment de Lyonnais
- 1772 : Colonel Henri-Georges-César de Chastellux

27e régiment d'infanterie de ligne (ci-devant Lyonnais).
- 1791 : Colonel (**) Philippe André François de Fezensac
- 1792 : Colonel Constantin Joseph Dumortier

27e demi-brigade de première formation
- 1793 : Chef de brigade (**) François Emmanuel Dehaies de Montigny

27e demi-brigade de deuxième formation
- 1796 : Chef de brigade (*) Claude Marie Joseph Leblanc -
- 1800 : Chef de brigade (*) Jacques Lefranc[4]

27e régiment d'infanterie de ligne
- 1803 : Colonel (**) Martial Bardet de Maison Rouge
- 1807 : Colonel (*) Jean-Baptiste Pierre Menne
- 1811 : Pierre-Etienne-Simon Gaudin
- 1813 : Colonel Pierre François Deschamps (blessé en 1813)
- 1814 : Colonel Louis Marion Jacquet

Légion de la Moselle
- 20 avril 1815 : Colonel Alexandre Émeric de Durfort-Civrac (légion de Maine-et-Loire)

27e régiment d'infanterie de ligne
- 8 juin 1848 : Colonel (**) Anne Joseph Théodore Peyssard (de Passorio)[5]
- 1854 : Colonel Adam (commandant le régiment pendant la campagne de Crimée)
- 1857 : Colonel (*) Louis Côme Agard de Rouméjoux (commande le régiment pendant 9 ans)
- 1870 : Colonel Ernest Ezéchiel Marie Bon de Barolet
- 1875 : Colonel Louis Emile Trinité (commande encore le régiment en 1882)

27e régiment d’infanterie
- 1895 - 1901 : Colonel Raoul de Virieu
- 8 juillet 1904 : Colonel (**) Léon Raffenel (commande le régiment jusqu'en 1910)
- 1914 : Colonel (*) Valentin
- 1914 : Colonel Tisserand
- 1917 : Lieutenant-colonel Santini
- 1939 : Colonel Quantin (Jusqu'au 29 mai 1940)
- 1968 : Colonel Rouquet
- 1969 : Lieutenant-colonel Lacrose
- 1971 : Lieutenant-colonel de La Chaise
- 1974 : Lieutenant-colonel François Nieto
- 1977 : Lieutenant-colonel Zeller
- 1993 - 1995 : Lieutenant-colonel Jean-Marc Salliard
- 1995 - 1997 : Lieutenant-colonel Barrère
- 1998 : Lieutenant-colonel Ruiz

(*) officier devenu par la suite général de brigade 

(**) officier devenu par la suite général de division 

## Historique des garnisons, combats et batailles

### Guerres de la Révolution et de l'Empire

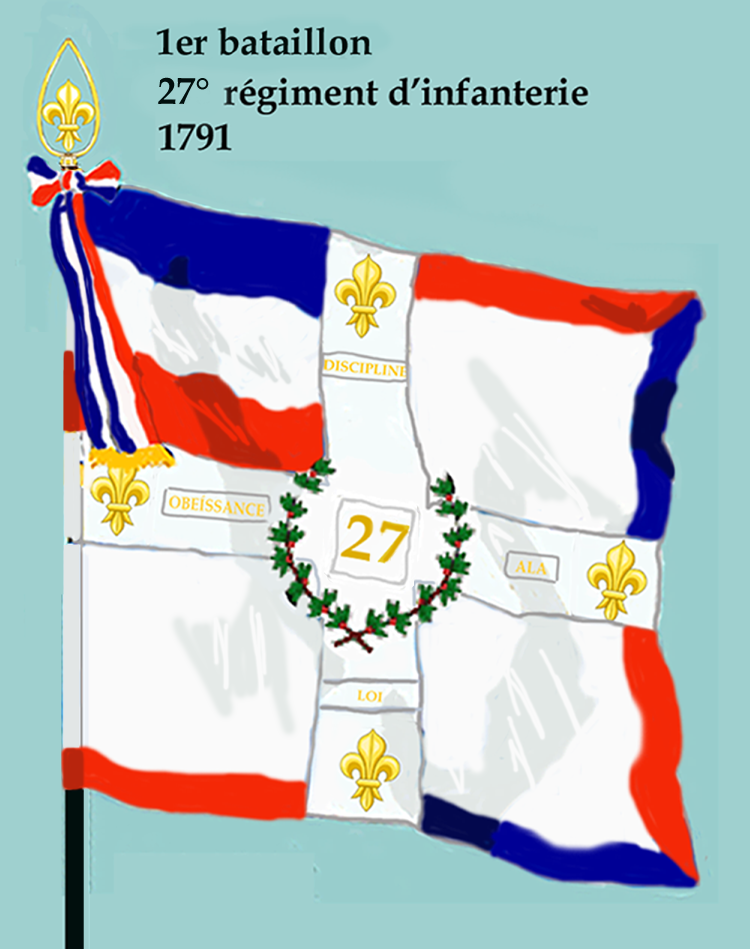
Drapeau du 1er bataillon du 27e régiment d'infanterie de ligne de 1791 à 1793
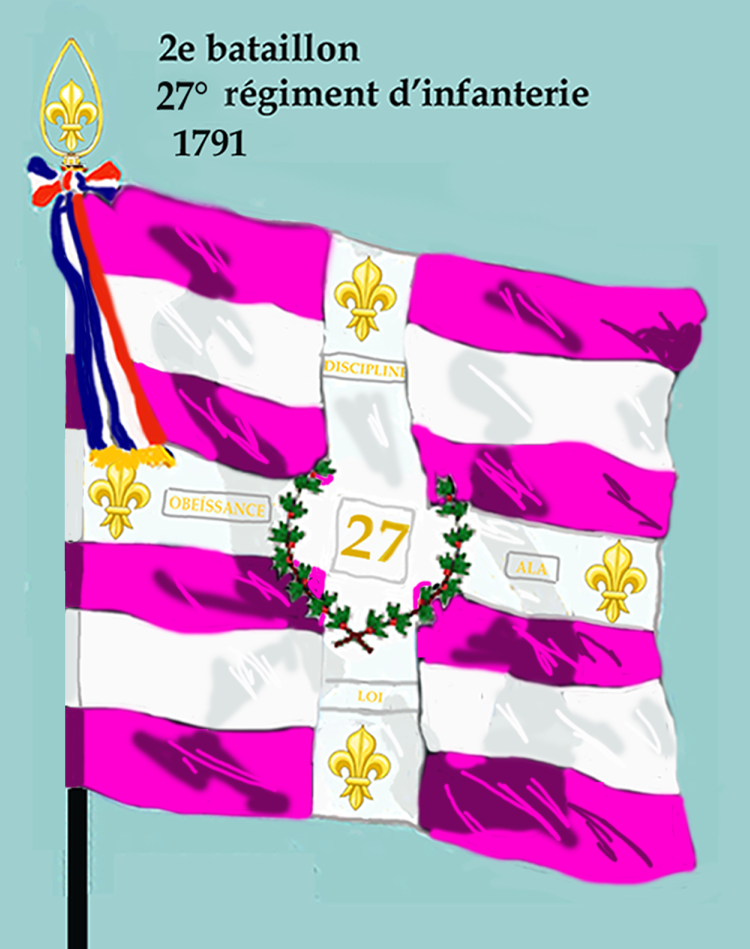
Drapeau du 2e bataillon du 27e régiment d'infanterie de ligne de 1791 à 1793

- 1792 : Au début de l'année 1792, 3 compagnies du 27e régiment ci-devant Lyonnais, envoyées par le général d'Albignac, commandant à Nîmes, arrivent à Mende le 25 février et y sont reçues par les cris de « Vive le roi ! » Le 27 février, les 3 compagnies, cernées par 500 gardes nationaux et plus de 6 000 paysans, sont obligées de se retirer à Langogne[6].
- 1793 : 
  - 26 décembre : 2e bataille de Wissembourg
- 1794 : Armée du Nord
  - Lors du premier amalgame création de la 27e demi-brigade de première formation, formée des :
    - 1er bataillon du 14e régiment d'infanterie (ci-devant Forez)
    - 1er bataillon de volontaires du Pas-de-Calais
    - 11e bataillon des Fédérés Nationaux
- 1796 : Armée d'Italie
  - Reformé en tant que 27e demi-brigade de deuxième formation avec les :
    - 40e demi-brigade de première formation (2e bataillon du 20e régiment d'infanterie (ci-devant Cambrésis), 3e bataillon de volontaires des Landes et 3e bataillon de volontaires des Hautes-Pyrénées)
    - Demi-brigade de l'Allier (1er bataillon de volontaires de l'Allier, 2e bataillon de volontaires de la Manche et 7e bataillon de volontaires du Pas-de-Calais)
    - 1er bataillon du 8e régiment d'infanterie (ci-devant Austrasie) (Non amalgamé et qui devait former le noyau de la 15e demi-brigade de première formation)
    - 3e bataillon de volontaires de l'Allier (Non amalgamé et qui devait être incorporé dans la 15e demi-brigade de première formation)
    - 1er bataillon de volontaires de la Gironde (Non amalgamé et qui devait être incorporé dans la 15e demi-brigade de première formation)
    - 4e bataillon de volontaires d'Indre-et-Loire (Non amalgamé et qui devait être incorporé dans la 15e demi-brigade de première formation)

  - Bataille du pont de Lodi. Lors de cette bataille, le grenadier Laforge est cité dans les bulletins de l'armée comme s'étant lancé jusque dans les retranchements de l'ennemi, où il avait tué seul cinq uhlans et provoqué la déroute entière d'un escadron en s'écriant à chaque coup de baïonnette « Point de quartier, si vous ne rendez point les armes »[7],[8].

27e régiment d'infanterie de ligne
- 1805 : Campagne d'Autriche
  - Bataille d'Elchingen
- 1806 : Campagne de Prusse et de Pologne
  - 14 octobre : Bataille d'Iéna
- 1807 :
  - 8 février : Bataille d'Eylau
- 1814 : Guerre d'indépendance espagnole
  - 27 février 1814 : bataille d'Orthez

### 1815 à 1852
- 1828-1829 : participation à l’expédition de Morée pour soutenir les insurgés grecs lors de la guerre d'indépendance grecque. Siège de Coron.
- 1830 : Une ordonnance du 18 septembre créé le 4e bataillon et porte le régiment, complet, à 3 000 hommes[9].

### Second Empire
Le 27e de ligne participe à la guerre de Crimée. Il appartient d'abord à la 1re division de l'armée d'Orient, embarquée en mars-avril 1853 puis à la 1re division du 2e corps de cette armée après sa réorganisation de janvier 1855.
Par décret du 2 mai 1859 le 27e régiment d'infanterie fourni 1 compagnie pour former le 101e régiment d'infanterie de ligne. Lors de la guerre contre l'Autriche en Italie, le 27e de ligne est en France, à la 2e division de l'armée de Lyon.
Au 1er août 1870, dans le cadre de la guerre franco-allemande, le 27e régiment d'infanterie de ligne fait partie de l'armée du Rhin.
Avec le 19e bataillon de chasseurs à pied du commandant De Marqué et le 17e régiment d'infanterie du colonel Valentin Weissemburger, le 27e forme la 1re brigade, aux ordres du général Antoine Dominique Abbatucci.
Cette 1re brigade avec la 2e brigade du général Charles Louis de Fontanges de Couzan, deux batteries de 4 et une batterie de mitrailleuses, une compagnie du génie constituent la 3e division d'infanterie (général de division Joseph Florent Ernest Guyot de Lespart du 5e corps d'armée (général de division Pierre Louis Charles de Failly).
- Siège de Bitche du 8 août 1870 au 26 mars 1871.
- 13 août : Affaire de Dieulouard
- 29 août : combat de Bois-des-Dames
- 30 août : Bataille de Beaumont

### 1871-1914
Fin mars 1871, le 27e de ligne absorbe le 27e régiment de marche. Il rejoint Antibes.
Lors de la réorganisation des corps d'infanterie de 1887, le régiment fournit un bataillon pour former le 152e régiment d'infanterie

### Première Guerre mondiale

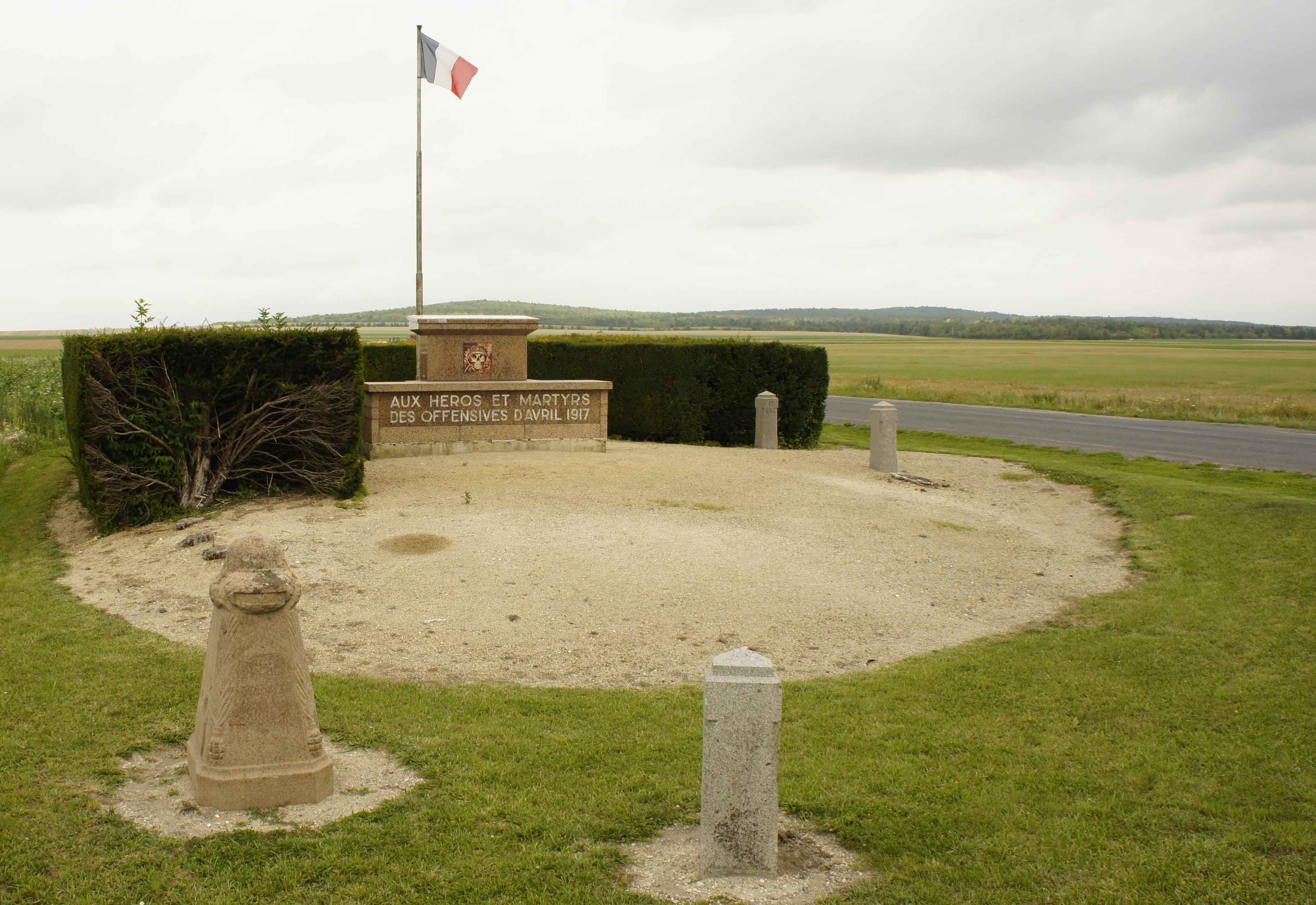
monument en hommage à la 8e armée, le poteau gris au premier plan est en mémoire du 27e.

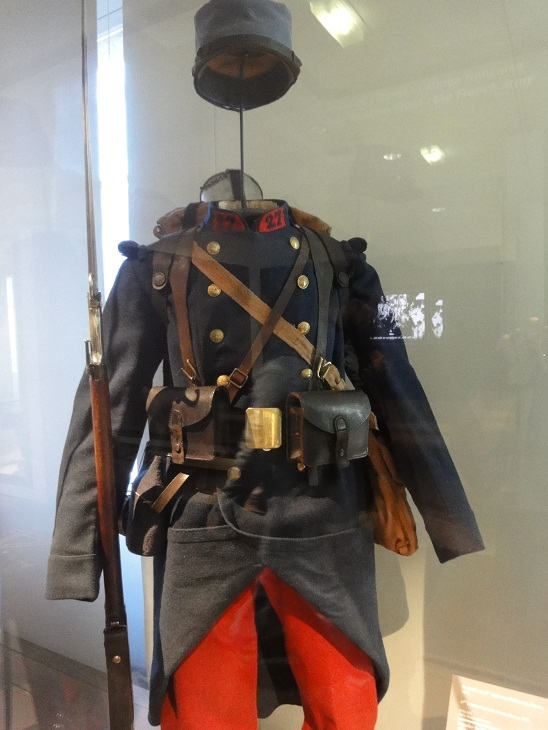
27e RI de 1914 exposé à l'hôtel des invalides

En 1914 : casernement et dépôt à Dijon, intégrée dans la 30e brigade d'infanterie, 15e division d'infanterie du 8e corps d'armée. Création du 227e régiment d'infanterie à la mobilisation à partir de réservistes et d'un « cadre » d'active du 27e RI. Le 27e régiment d'infanterie est particulièrement exposé dans les batailles de la Meuse, de Champagne, de Verdun, de la Somme, et de la Marne, entre autres, pendant la guerre de 1914 à 1918.

#### 1914
À la 15e DI d'août 1914 à janvier 1917 puis à la 16e DI jusqu'en novembre 1918.
- Lorraine (août) : Charmes, Embermesnil, Fraimbois ;  Bataille des frontières : Herbeviller, Hablutz, Saint-Georges, Foulcrey, Hesse, crête de Dolving
- La Bataille de la trouée de Charmes (août-septembre) : Rozelieures, La Mortagne, Vallois, Moyen, Seranville, Mare aux Vaches
- Saint-Mihiel (septembre), Sainte Menehould, Gizaucourt
- combats du bois d'Ailly en forêt d'Apremont (21-22 septembre)
- Bataille de la Woëvre (novembre-décembre) Vaux-lès-Palameix, bois Bouchot, bois des Chevaliers, bois Baugny

#### 1915
- Hauts de Meuse (janvier-septembre) : Bois d’Ailly (10 avril), forêt d’Apremont, saillant Beaulieu
- Opérations d'avril en Woëvre : Saint-Mihiel
- Champagne (septembre-décembre) : Somme Tourbe, cote 203, trou Bricot, Butte de Tahure (25 au 30 septembre), ravin des Mures

#### 1916
- Saint-Mihiel (janvier-juin) : bois Brûlé, bois de la Louvière.
- Bataille de Verdun (juillet-août) : bois de Vaux, ravin des Fontaines.
- Lorraine (septembre) : Reillon, Veho.
- Bataille de la Somme (décembre à janvier 1917) : Villers-Carbonnel, Dompierre, Belloy en Santerre.

#### 1917
- Argonne (région) (janvier-avril) : La Harazée La Biesme
- Marne : Mont Blond ; Cornillet (avril mai), bois de la Grille.
- Champagne (juillet à juillet 1918) : Maison de Champagne, main de Massiges, mont têtu, ravin de l’étang, Ville-sur-Tourbe

#### 1918
- 2e bataille de la Marne (septembre) : Sapicourt, Branscourt, La Vesle.
- Champagne (septembre-octobre) : moulin Cuissat, Prouilly, Marzilly, Hermonville, moulin de Loivre, ferme du Luxembourg, Orainville, Avaux, ferme du Tremblot[16].

### Entre-deux-guerres

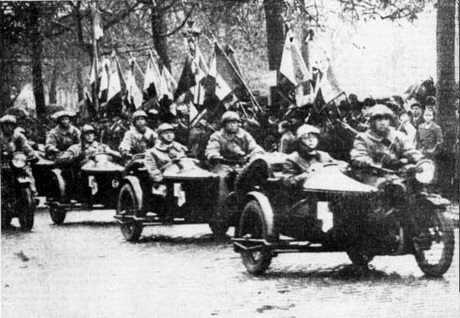
Défilé des motocyclistes du à Dijon le 11 11 1937.

### Seconde Guerre mondiale
Régiment d'infanterie motorisé d'active, dépendant du centre mobilisateur d'infanterie 81, à la 8e région militaire, le régiment étant caserné à Dijon. Ce régiment fut commandé par le colonel Quantin (qui fut tué le 29 mai 1940) puis par le commandant Gaillache (qui fut fait prisonnier le 29 mai 1940).
Ce régiment faisait partie de la 15e division d'infanterie motorisée du général Juin, assigné au 4e corps d'armée (1re armée). Côté organisation, on trouve 3 bataillons d'infanterie motorisée, ainsi qu'une compagnie d'artillerie anti char. Un 21e bataillon est affecté aux centres d'instruction (GUI 8). En septembre 1939 la division quitte son cantonnement de paix pour prendre position en Lorraine (secteur fortifié de Rohrbach), puis profite de la drôle de guerre pour peaufiner son instruction, le PC divisionnaire étant installé à Chauny. À la date du 10 mai 1940, le 27e RI était en manœuvre à Sissonne. Au début des hostilités, la division entre en Belgique (plan Dyle-Breda) et prend position entre Ernage et Gembloux le 12 mai. Le 27e RI arrive le 13 mai et se positionne entre les deux autres régiments de la division (134e RI et 4e RI) dans le secteur de Gembloux-Beuzet. Le 15 mai, le 27e RI subit des attaques de chars ennemis au sud de Gembloux, ainsi que le 4e RI à Beuzet. Les attaques sont repoussées. Au soir, l'ordre de repli est donné en direction de Wavre/Charleroi. Le 16 mai, sur la ligne Brye/Saint-Amand/Fleurus, des chars attaquent à nouveau les deux régiments, et ils sont à nouveau repoussés. Le repli est effectué dans l'ordre, couverts par le 134e RI. Le 17 mai, à la suite de quelques attaques de faible ampleur, la division continue son repli en direction de Valenciennes par Mons. Le 18 mai, journée calme, le repli continue, la division est alors à l'est de Mons. Le 19 mai, la division s'installe en position défensive sur l'Escaut de Condé-sur-Escaut à Prouvy.
Le 20 mai, profitant de l'arrivée de la 1re DIM, le secteur défensif gauche est ramené à Bruay-sur-Escaut.
Jusqu'au 23 mai, les positions sont améliorées. Le 23 mai, forte attaque ennemie sur Anzin (repoussée), la destruction des ponts sur l’Escaut est effectuée. Le 24 mai, une violente attaque d'infanterie est repoussée par les 4e et 27e RI à Anzin et Trith-Saint-Léger. Le repli reprend le 26 mai en direction de Lille. On note ici une extrême confusion dans les éléments de la division, due à un fort encombrement des itinéraires. Le 28 mai, le gros de la division est encerclée dans les faubourgs sud de Lille. Une partie des unités parvient à s'échapper (ceux qui ont franchi la Deûle le 27 mai au soir) et se replie sur Dunkerque. Concernant le 27e RI, on trouve le 1/27e, une partie de la CDAC et quelques éléments disparates. Ces troupes s'embarquent à Dunkerque le 1er juin et sont débarquées à Brest le 3 juin. (certains éléments du 27e RI se retrouveront dans le 123e bataillon qui deviendra ensuite III/ 43e RI de la 1re DLI) Les deux autres bataillons de la division sont intégrés dans le groupement Molinié. Le 27 mai vers 18 h 30 le III/27e est accroché à Templeuve par des patrouilles motorisées ennemies.
Au matin du 28 mai, le 27e RI doit défendre Wattignies et Templemars. Il tient bon. Vers 17 h, le 27e RI a ordre de repli sur le faubourg des postes, couvert par le 4e GRDI. La défense du faubourg des Postes continue jusqu'à 19 h 00, le 29 mai, moment auquel le général Juin donne l'ordre de cesser le feu. À 19 h 30, entrée des Allemands dans le faubourg des Postes et capture des défenseurs. 1834 soldats et officiers seront faits prisonniers. Ceux-ci seront envoyés le 20 juin à    L' Oflag II-D, camp de Westfalenhof, en Poméranie prussienne, puis dispersés par la suite dans différents autres camps dont le stalag VI/G (région de Düsseldorf Cologne) en Rhénanie.
La loi du 5 février 1941 ayant réglé l'organisation militaire générale du territoire dit zone libre, le 27e RI fut reconstitué à Montmorillon et le Blanc en tant que composant de l'armée d'armistice. Il fut dissous le 27 novembre 1942, après l'invasion de la zone libre par l'armée allemande, en riposte au débarquement allié en Afrique du Nord.
Le colonel Chomel constitue avec des éléments du régiment favorables à la poursuite de la guerre contre les Allemands la 27e demi-brigade, commandant Fox (Lenoir), Saint-Cyr 1925-1926, au sein de la brigade Charles Martel. La 27e va combattre en 1944 contre les colonnes allemandes remontant vers l'est et participer aux opérations ayant permis d'obtenir la reddition de la colonne Elster. Elle suit le colonel Chomel, chargé de la réduction de la poche de Saint-Nazaire et redevient le 27e RI, le 15 octobre 1944. Le régiment comprend au 20 décembre 1944, 648 hommes, avec 2 bataillons (commandants Moreau et Husband).
La 4e DMM fortement éprouvée par la blessure du général Severs et ses nombreuses pertes au sein de ses unités subit une profonde mutation.  Au 13 décembre, le Général de Division René De Hesdin remplace donc Severs, et, par arrêté ministériel du 9 février 1945, l'état-major décide de reverser l'équipement et l'armement du 1er RTA, qui déplore, après l’épisode de Colmar, près de 1 400 pertes, au Régiment Morvan, d'y intégrer certains de ses cadres d'actives et du corps médical afin de permettre au reliquat des Tirailleurs, a l'issue de la dissolution appelée "blanchiment", de regagner ses terres en Afrique du Nord. Ordre est donné au 1er RTA, le 26 février de reverser et de se mettre en attente jusqu’à son retour.
La nouvelle unité, composée des groupes FFI Morvan et Franche-Comté rejoint, en mars, les rangs du 27e RI, une des trois unités d’infanterie « équipée à l’américaine », au sein de la 4e Division Marocaine de Montagne. L’ancien chef de corps de l’Escadron du Jura, le Colonel SARDA DE CAUMONT-ROSETTE en prendrait le commandement.
Il restera au feu jusqu'à la reddition de la garnison allemande en mai 1945.

### De 1945 à nos jours
En 1993, le 27e RI est recréé à partir de deux compagnies du 67e RIL (dissous) et de deux compagnies du 94e RI (dissous également). Le chef de corps du 67e RIL, le lieutenant-colonel Salliard, prend la tête du nouveau 27e RI.
Le régiment est officiellement dissous le 30 juin 1998.

## Drapeau et décorations

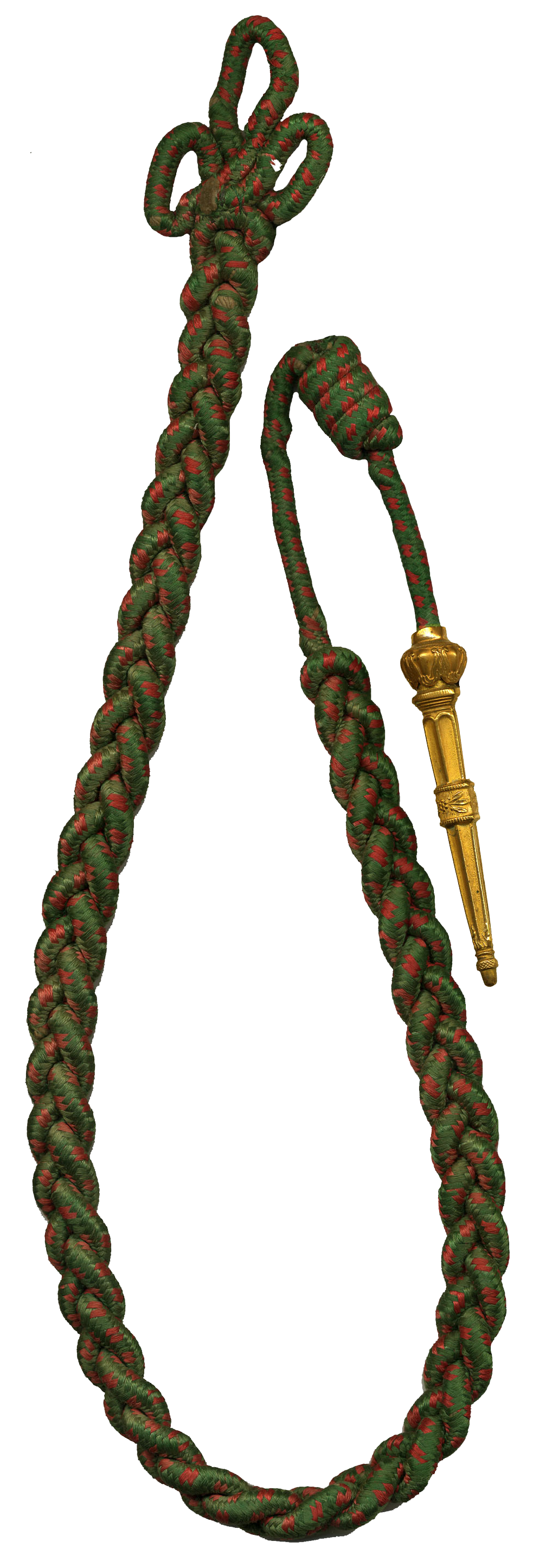
Fourragère aux couleurs du ruban de la croix de guerre 1914-1918

Il porte, cousues en lettres d'or dans ses plis, les inscriptions suivantes :
- Fleurus 1794
- Hohenlinden 1800
- Iéna 1806
- Sébastopol 1854-55
- Verdun 1916
- Les Monts 1917
- L'Aisne 1918
- Gembloux 1940
- Donaueschingen 1945

Sa cravate est décorée de la Croix de guerre 1914-1918 avec deux palmes une étoile de vermeil puis d'argent.
- Deux citations à l'ordre de l'armée.
- Une citation au corps d'armée.
- Une citation à la division.

Il a le droit au port de la fourragère aux couleurs du ruban de la croix de guerre 1914-1918.

## Devise
« Vite et bien, sans peur de rien »

## Insigne
Ecu tour lion croix blanche cantonnée de bleu et de noir.

## Personnalités ayant servi au27eRI
- André Biguet (1892-1918), poète, sous-lieutenant, figure parmi les 560 écrivains morts pour la France au Panthéon.
- Honoré Théodore Maxime Gazan (1765-1845), alors chef de bataillon
- Le chanoine Kir (1876-1968), député-maire de Dijon.
- Jean Loste (1893-1960), as de la Première Guerre mondiale.
- Pierre Nicolas Auguste Alfred Mairot alors lieutenant-colonel
- Maurice Mathenet (1889-1961), général.
- Hugues Alexandre Joseph Meunier (1758-1831).
- Georges Pernoud (1947-2021), producteur de l'émission "Thalassa" de FR 3.
- Henri Sanfourche (1775-1841), colonel d'Empire français.
- André Sorret (1918-1949), Compagnon de la Libération.

## Sources et bibliographie
- Victoires, conquêtes, désastres, revers et guerres civiles des Français de 1792 à1815, écrits par une société de militaires et de gens de lettres (1817).
- Les sites internet sur l’Empereur dont celui de Monsieur Ouvrard histoire-empire.org, le Bivouac…
- Les Français en Espagne (1808-1814), Just Jean Étienne Roy.
- Mémoires pour servir à l’histoire de France sous la dictée de Napoléon à Sainte-Hélène, tome IV, Rapport historique sur la 27e demi-brigade.
- Les revues Tradition Magazine, Consulat et Empire, etc.
- Victor Belhomme, Histoire de l'infanterie en France, t. 5, Henri Charles-Lavauzelle, 1902 (lire en ligne).
- Historique du 27e R.I. pendant la guerre 1914-1918, Dijon, R. Thorey, 92 p., lire en ligne sur Gallica.
- VIGNERAS Marcel, United States Army in World War II Special Studies, Rearming the French, Center of Military History United States Army Washington D.C. 1989
- SCHERRER Pierre, Royal Morvan